# Balongsari (Megaluh)
Balongsari is een bestuurslaag in het regentschap Jombang van de provincie Oost-Java, Indonesië. Balongsari telt 4103 inwoners (volkstelling 2010).